# Малі статеві губи
Малі́, або внутрішні стате́ві гу́би (лат. lábia minóra pudéndi) — частина вульви, дві тонкошкірні складки, розміщені паралельно і досередини від великих статевих губ. Захищають вагінальний та уретральний отвір, а також протоки залоз. Містять велику кількість сальних залоз, нервових закінчень та кровоносних судин, здатні ерегувати, є ерогенною зоною.
Також називаються «німфами» (nymphae) — хоча до XVII ст. термін nympha вживався щодо клітора.
Розміщені між великими статевими губами. Спереду змикаються в районі клітора, утворюючи дві ніжки, що йдуть назад.
Малі статеві губи вкриває тонкий шар шкіри, що нагадує слизову оболонку блідо-рожевого кольору.
Попри назву, внутрішні статеві губи не завжди є меншими за зовнішні й прихованими в них: у багатьох жінок вони виступають з великих губ. Якщо малі губи виступають за межі великих, то шкіра, що вкриває їх, буває темнішою. Малі статеві губи мають велику кількість судин і нервових закінчень, волосся на них відсутнє.
Малі статеві губи у статево зрілих жінок містять велику кількість сальних залоз, у дівчаток на внутрішній поверхні малих губ сальні залози відсутні. У товщі малих статевих губ проходять численні судини, гладком'язеві волокна, нервові закінчення, як у типових еректильних структурах.
Біля промежини малі статеві губи зливаються з великими у вуздечку статевих губ (задню злуку). Розтягуючи статеві губи й напружуючи вуздечку, попереду задньої злуки можна побачити човноподібну заглибину (fossa navicularis).

## Функції
Малі статеві губи слугують захистом для вагінального отвору та отвору уретри, прикриваючи їх. Секреція статевих губ сприяє лубрикації під час статевого акту та вимагає щоденної інтимної гігієни.

## Розвиток
Утворюються на третьому місяці внутрішньоутробного розвитку з урогенітальних складок, розташованих між статевим горбком і лабіоскротальними складками. Гомолог малих статевих губ у чоловічому організмі — губчасте тіло сечовипускного каналу.

## У сексуальному житті
Завдяки насиченості нервовими волокнами та кровоносними судинами малі статеві губи є значно чутливими до стимуляції і під час сексуального збудження кров приливає до них, а секреція посилюється.
Сексуальні практики, що включають стимуляцію малих статевих губ — це петинг (тертя через одяг чи без нього без проникнення), кунілінгус (стимуляція губами і язиком), трибадизм (тертя вульвою об вульву), вібратори та інші секс-іграшки.